# Paul Leuteritz
Paul Oswald Leuteritz (* 16. März 1867 in Pohrsdorf bei Tharandt, Königreich Sachsen; † 28. August 1919 in München) war ein deutscher Landschafts-, Genre- und Tiermaler sowie Illustrator.

## Leben

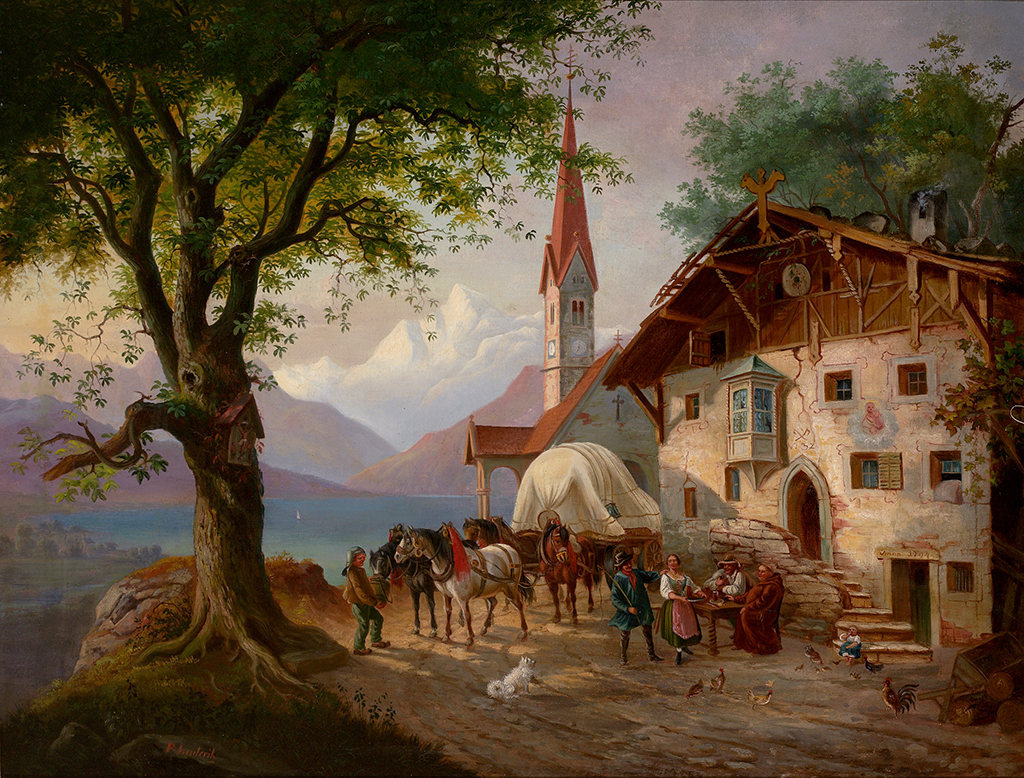
Vierspänniges Fuhrwerk vor einem Gasthof an einem Alpensee, Öl auf Leinwand

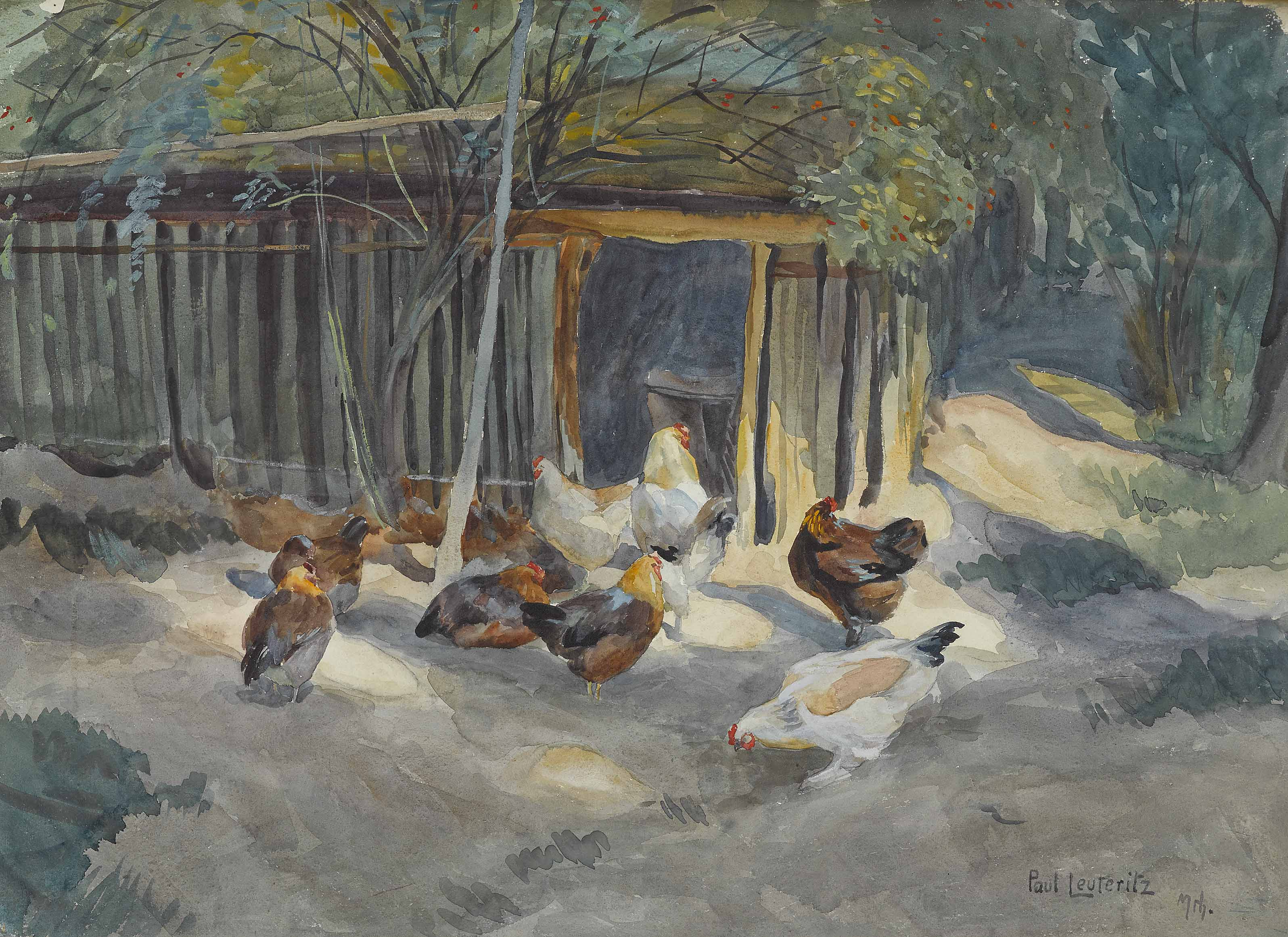
Hühnerhof, Aquarell

Leuteritz besuchte die Kunstakademie Dresden und die Académie Julian in Paris. Er malte vor allem Landschaften und Tierbilder. Seine Skizzierblätter erschienen als Veröffentlichung. Leuteritz beteiligte sich an Ausstellungen der Münchner Künstlergenossenschaft und des Kunstvereins München. 1904 gründete er zusammen mit Josua von Gietl, Carl Strathmann, René Reinicke, Hans B. Wieland, Wilhelm Jakob Hertling, Hugo Kreyssig, Max Eduard Giese, Rudolf Köselitz, Karl Itschner, Hans Gabriel Jentzsch und Fritz von Hellingrath den Verein Münchener Aquarellisten.